# Disbelief
A Disbelief német death/thrash/sludge metal zenekar. 1990-ben alakultak Hessen-ben.

## Tagok
- Karsten "Jagger" Jäger – ének (1990–)
- Jochen "Joe" Trunk – basszusgitár (1995–)
- David "Dave" Renner – gitár (2013–)
- Fabian "Fab" Regmann – dob (2014–)

Korábbi tagok
- Markus Gnap – dob (1990–1994)
- Marius Pack – gitár (1990–1994)
- Oliver "Olly" Lenz – gitár (1990–2006)
- Denis Musiol – gitár, basszusgitár (1992–1995)
- Kai Bergerin – dob (1994–2010)
- Tommy Fritsch – gitár (1995–1999, 2004–2007)
- Jan-Dirk Löffler – gitár (2000–2004)
- Jonas Khalil – gitár (2007–2008)
- Witali Weber – gitár (2007–2010)
- Alejandro Varela – gitár (2009)
- Cornelius Althammer – dob (2010–2011)
- Wolfgang Rothbauer – gitár (2010–2013)
- Alexander Hagenauer – gitár (2010–2017)
- Sandro "Drumster" Schulze – dob (2013–2014)

## Diszkográfia
- Disbelief (1997)
- Infected (1999)
- Worst Enemy (2001)
- Shine (2002)
- Spreading the Rage (2003)
- 66Sick (2005)
- Navigator (2007)
- Protected Hell (2009)
- Heal (2010)
- The Symbol of Death (2017)
- The Ground Collapses (2020)